# Міявакі Сакура
Міявакі Сакура (яп. 宮脇咲良、みやわきさくら, кор. 미야와키 사쿠라, нар. 19 березня 1998, Каґосіма, преф. Каґосіма, Японія), більш відома як Сакура (кор. 사쿠라), — японська акторка та співачка, учасниця південнокорейського k-pop-гурту Le Sserafim.
Міявакі розпочала свою музичну кар’єру в жіночому гурті HKT48 у 2011 році, а з 2014 по 2018 рік одночасно була учасницею їхнього сестринського гурту AKB48. Під час свого перебування на посаді вона займала центральні позиції для синглів «Kimi wa Melody» та «No Way Man». Міявакі взяла перерву у діяльності з HKT48 у 2018 році після того, як посіла друге місце в конкурсному реаліті-шоу Produce 48, і приєдналася до жіночого гурту Iz*One до 2021 року.

## Кар'єра

### 2011–2017: Початок кар’єри

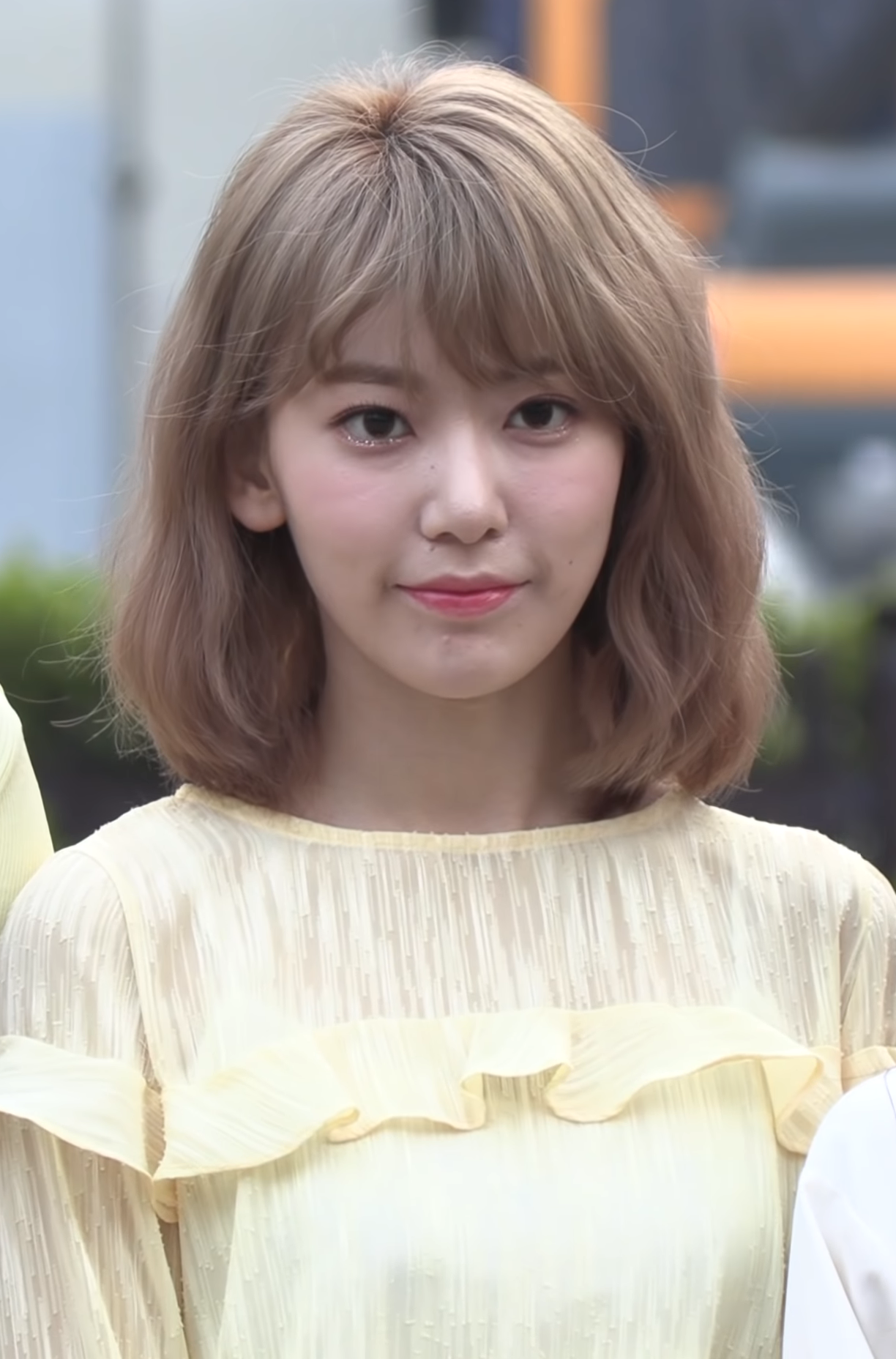

Міявакі приєднався до HKT48 як стажерка першого покоління в липні 2011 року. Вона вперше офіційно виступила як учасниця HKT48 23 жовтня на національному заході рукостискання для пісні «Flying Get». Вона дебютувала в театрі 26 листопада з відродженням сцени SKE48 Team S «Te wo Tsunaginagara».

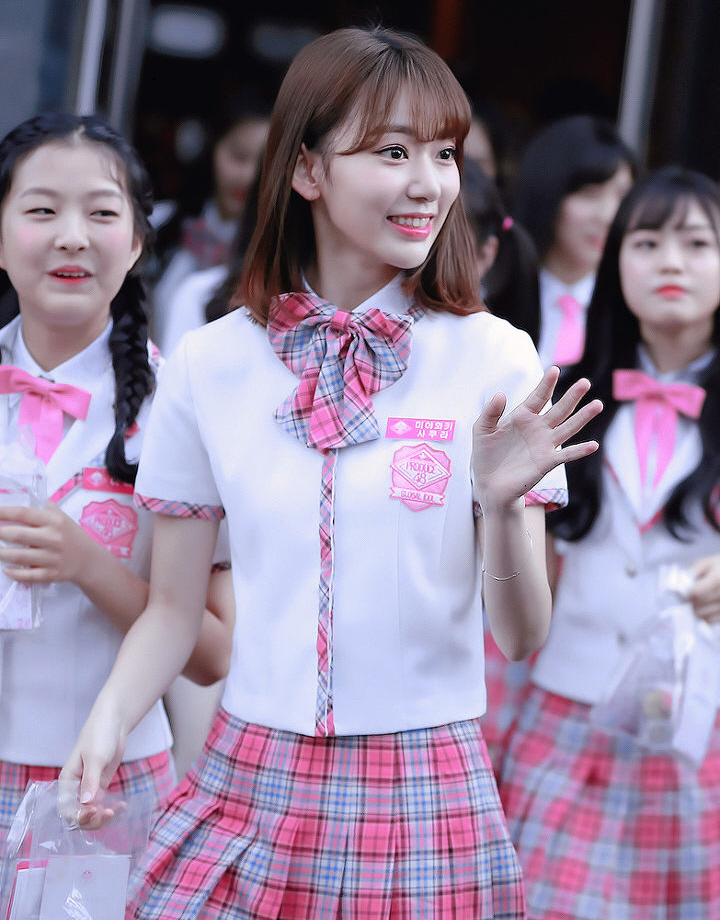

4 березня 2012 року Міявакі офіційно отримала статус повноправної учасниці HKT48 Team H разом із 15 іншими стажерами.
У 2012 році Міявакі стала першою учасницею HKT48, яка отримала рейтинг на загальних виборах AKB48. Вона набрала 6635 голосів і посіла 47 місце. Пізніше того ж року вона вперше взяла участь у 28-му синглі AKB48 «Uza». Незважаючи на те, що вона не потрапила на сторону А для 29-го та 30-го синглів, вона з'явилася на стороні А для 31-го синглу «Sayonara Crawl», випущеного 22 травня 2013 року, і посіла 26-е місце на загальних виборах AKB48 у 2013 році з 25 760 голосів.

## Фільмографія

### Фільми
| Рік  | Назва                                                       | Роль       | Нотатки              | Прим.  |
| ---- | ----------------------------------------------------------- | ---------- | -------------------- | ------ |
| 2016 | Documentary of HKT48: The Night Theatre Manager Ozaki Cried | Грає себе  | Документальний фільм | [ 9 ]  |
| 2016 | Raison D'etre: Documentary of AKB48                         | Грає себе  | Документальний фільм | [ 10 ] |
| 2019 | Diner                                                       | Офіціантка | Камео                | [ 11 ] |
| 2020 | Eyes On Me: The Movie                                       | Грає себе  | Концертний фільм     | [ 12 ] |

### Телесеріали
| Рік       | Назва                                        | Роль                          | Нотатки                       | Прим.  |
| --------- | -------------------------------------------- | ----------------------------- | ----------------------------- | ------ |
| 2012      | Ano Hito no Ano Hi                           | Назуна Імаґава                | Телевізійний фільм            | [ 13 ] |
| 2013      | Himitsu                                      | Марі                          | Телевізійний фільм            | [ 14 ] |
| 2015      | Majisuka Gakuen 4                            | Сакура Міявакі                | Головна роль                  |        |
| 2015      | Majisuka Gakuen 5                            | Сакура Міявакі                | Головна роль                  |        |
| 2015      | AKB Horror Night: Adrenaline's Night         | Юрі                           | 5 епізод: «Doppelgänger»      |        |
| 2015      | Majisuka Gakuen 0                            | Сакура Міявакі                | Телефільм, головна роль       |        |
| 2016      | Crow's Blood                                 | Макі Тоґава                   | Головна роль                  | [ 15 ] |
| 2016      | AKB Love Night: Love Factory                 | Нао                           | 29 епізод: «Guruguru Curtain» |        |
| 2016      | The Hero Yoshihiko and the Seven Chosen Ones | Учасниця шкільного ідол-гурту | Камео (9 епізод)              | [ 16 ] |
| 2016–2017 | Cabasuka Gakuen                              | Сакура Міявакі                | Головна роль                  |        |
| 2017      | Tofu Pro-Wrestling                           | Сакура Міявакі/Черрі Міявакі  | Головна роль                  |        |

### Веб-серіали
| Рік  | Назва                                             | Роль          | Нотатки | Прим.         |
| ---- | ------------------------------------------------- | ------------- | ------- | ------------- |
| 2016 | AKB48 General Elections Special: The Akiba Papers | Грає себе     |         | [ 17 ]        |
| 2016 | Doctor-Y: Surgeon Hideki Kaji                     | Харука Міфуне |         | [ 18 ]        |
| 2018 | Shanghai Love Map                                 | Грає себе     | Камео   | [ 19 ] [ 20 ] |

### Веб-шоу
| Рік         | Назва          | Роль   | Прим.  |
| ----------- | -------------- | ------ | ------ |
| 2022–донині | Fearless Kkura | Ведуча | [ 21 ] |

### Телешоу
| Рік  | Назва              | Роль     | Нотатки        | Прим.  |
| ---- | ------------------ | -------- | -------------- | ------ |
| 2018 | Produce 48         | Учасниця | Посіла 2 місце | [ 22 ] |
| 2018 | Everyone's Kitchen | Учасниця |                | [ 23 ] |
| 2019 | Everyone's Kitchen | Учасниця |                | [ 24 ] |